# Najas rigida
Najas rigida är en dybladsväxtart som beskrevs av William Griffiths. Najas rigida ingår i släktet najasar, och familjen dybladsväxter. Inga underarter finns listade.